# Zarube
Zarube (Servisch: Зарубе) is een plaats in de Servische gemeente Valjevo. De plaats telt 171 inwoners (2002).

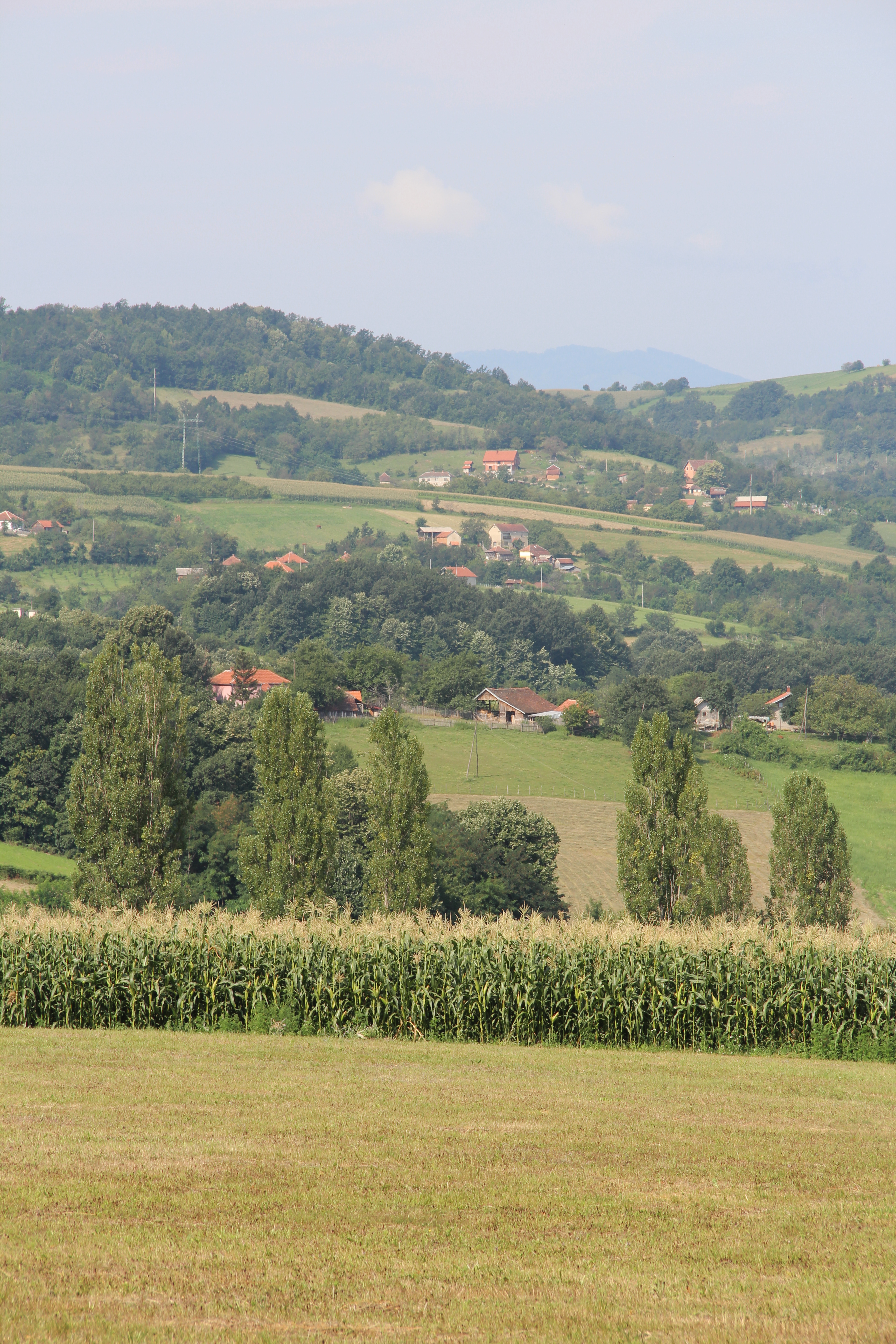
Zarube - panorama
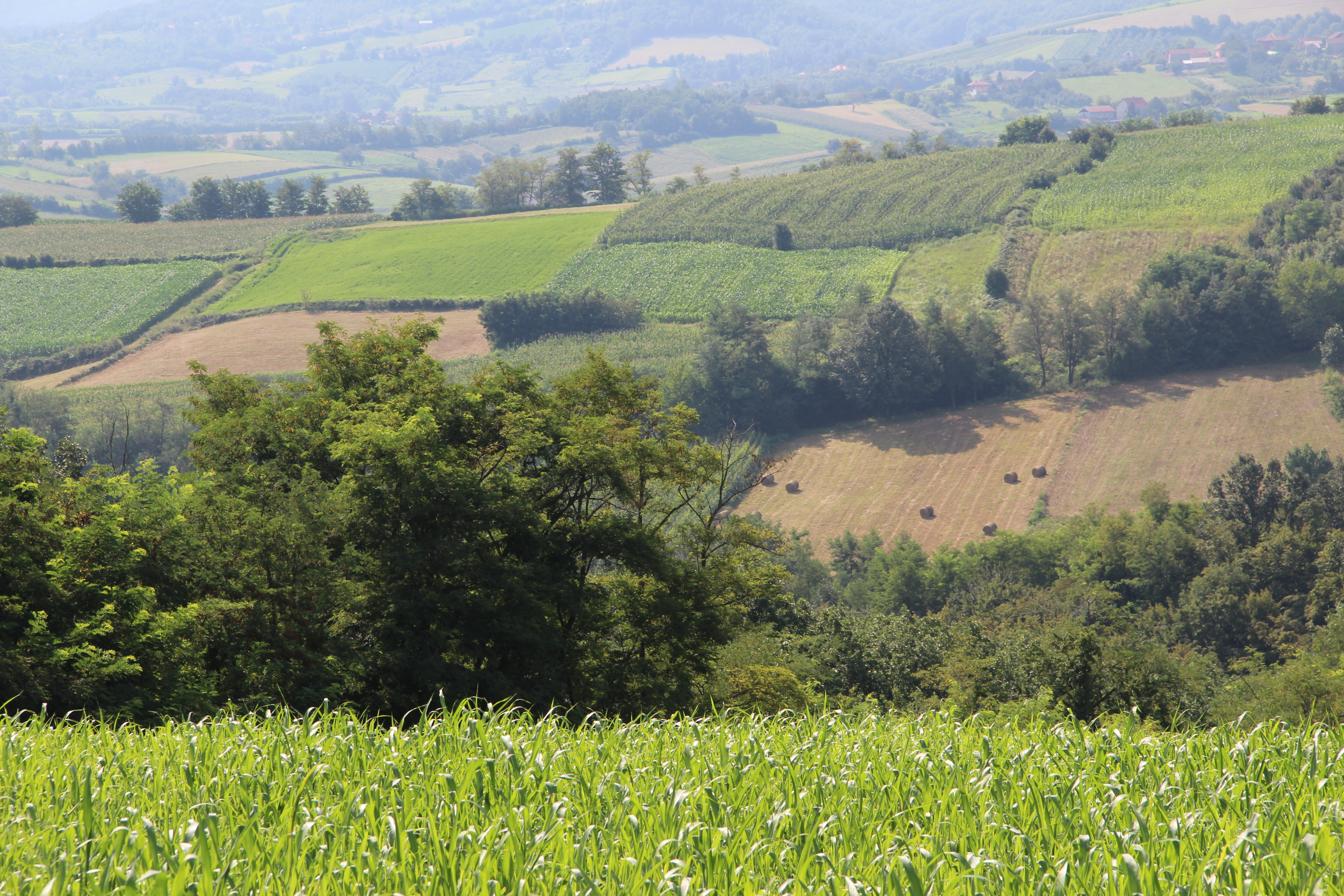
Zarube - panorama
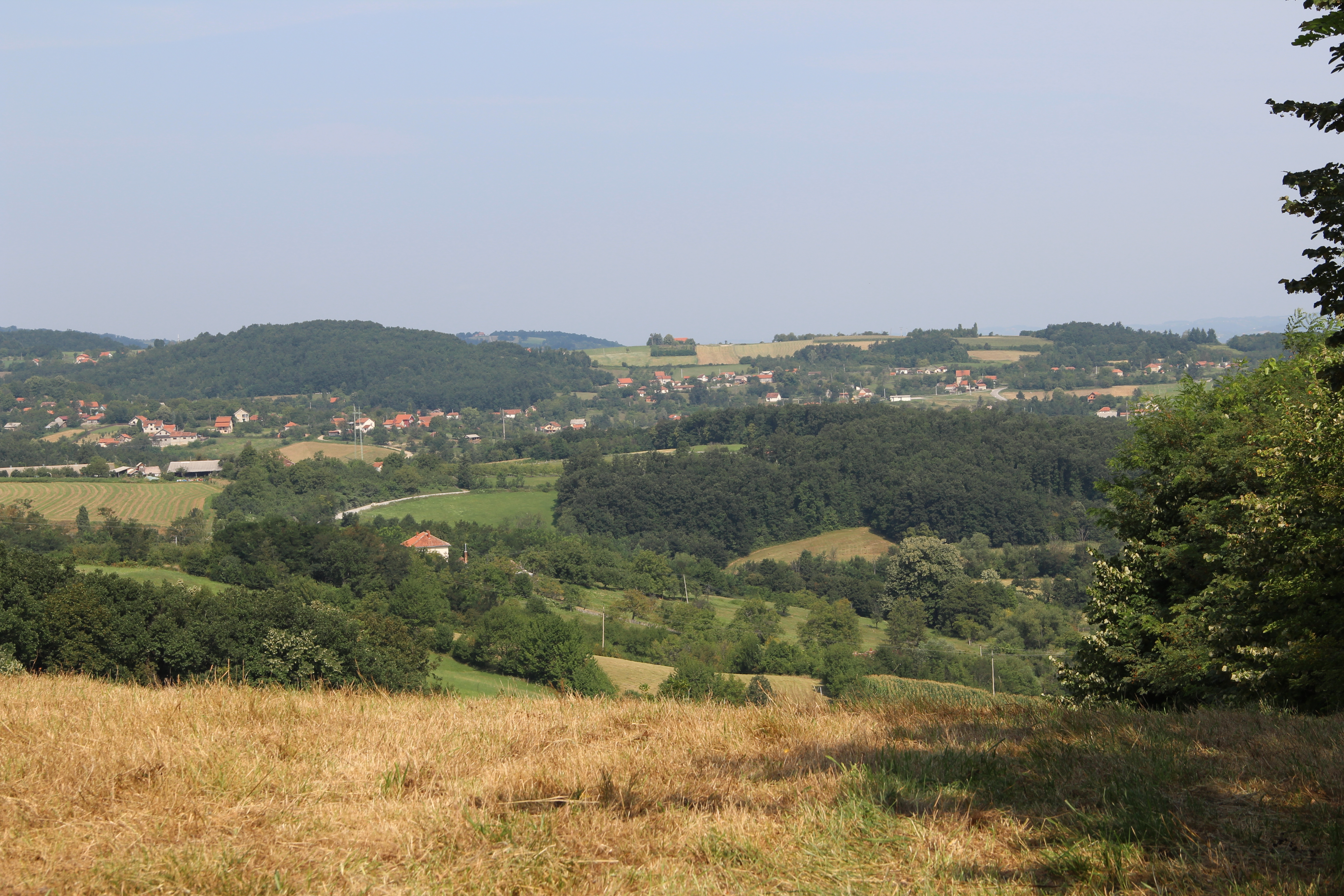
Zarube - panorama
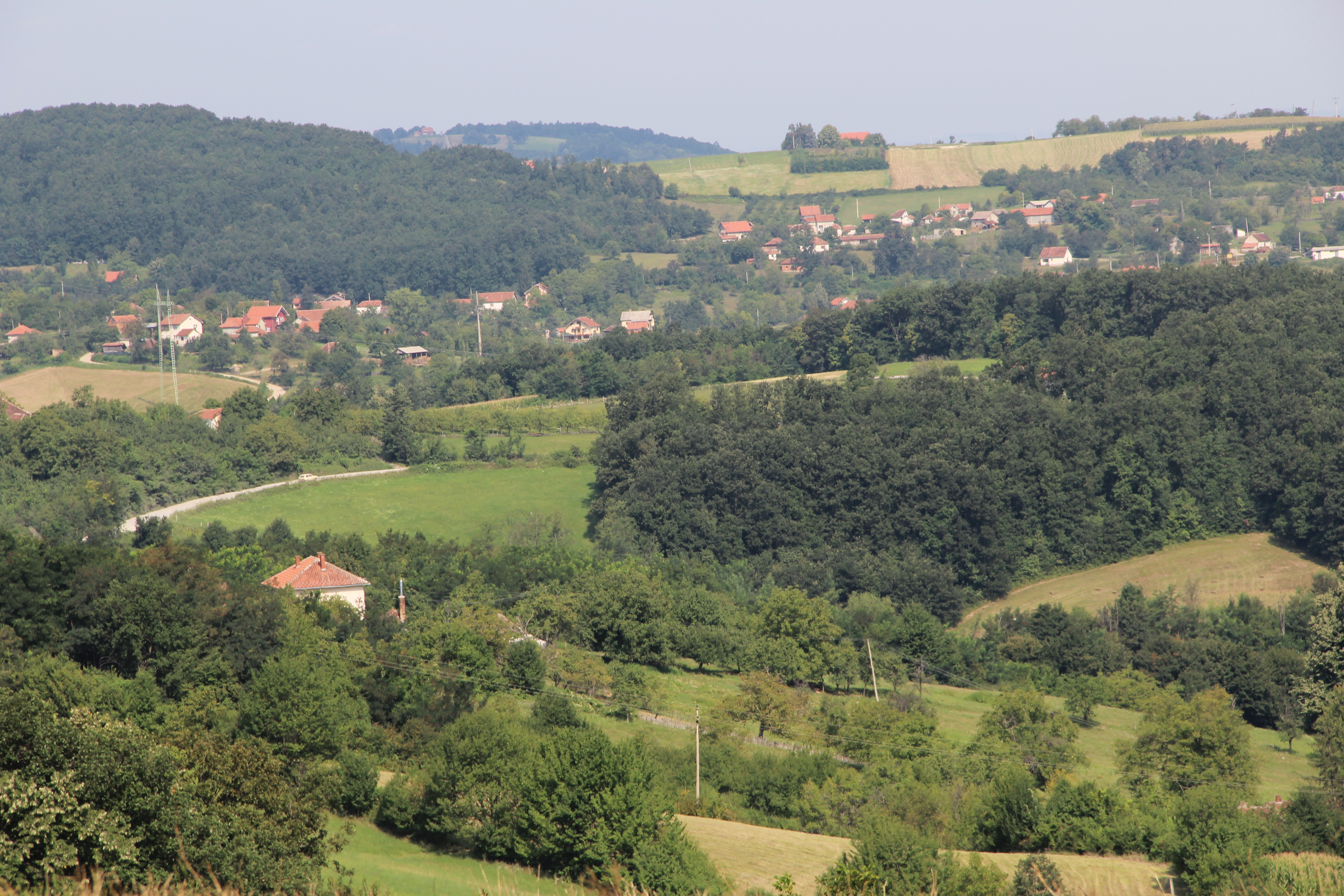
Zarube - panorama
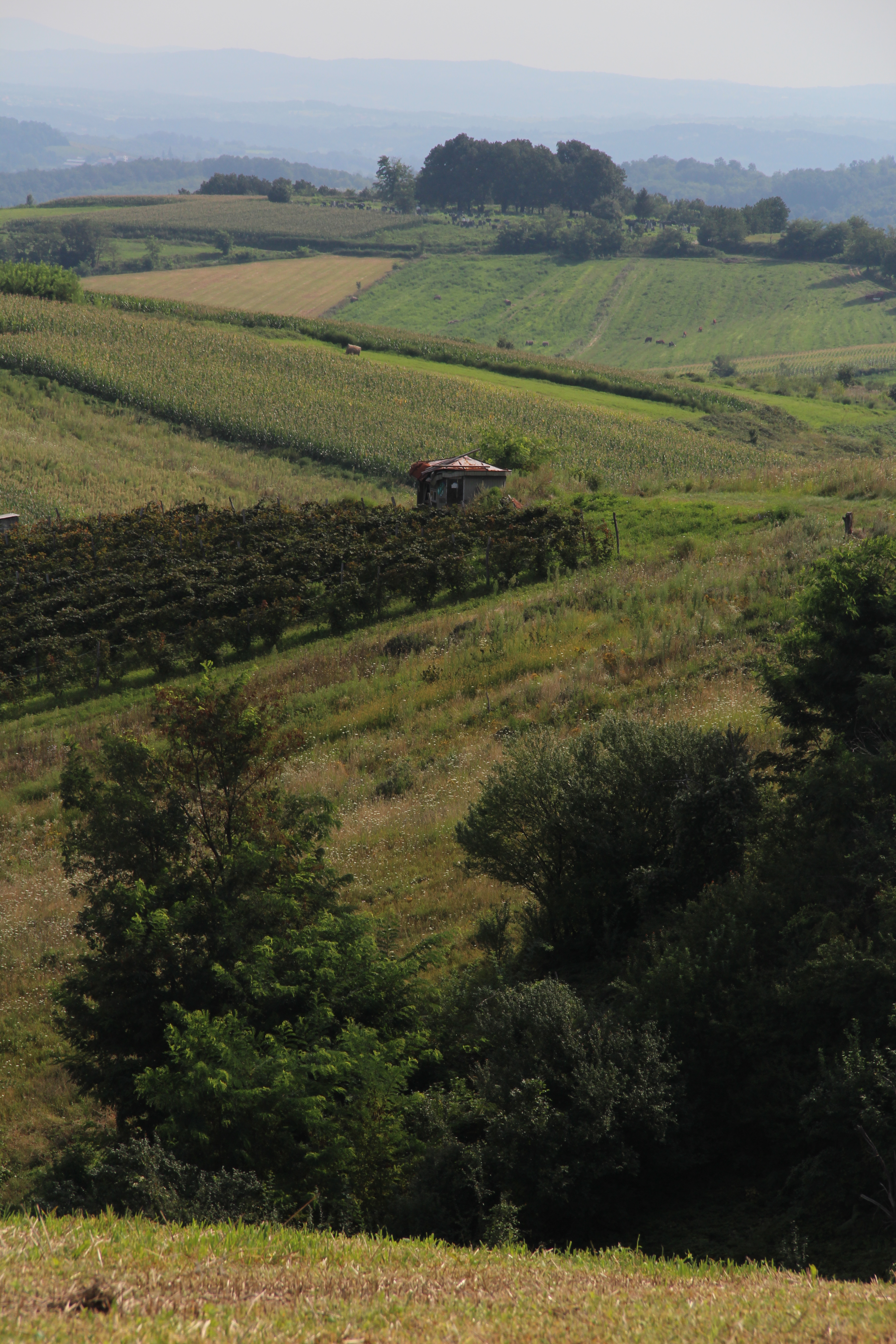
Zarube - panorama
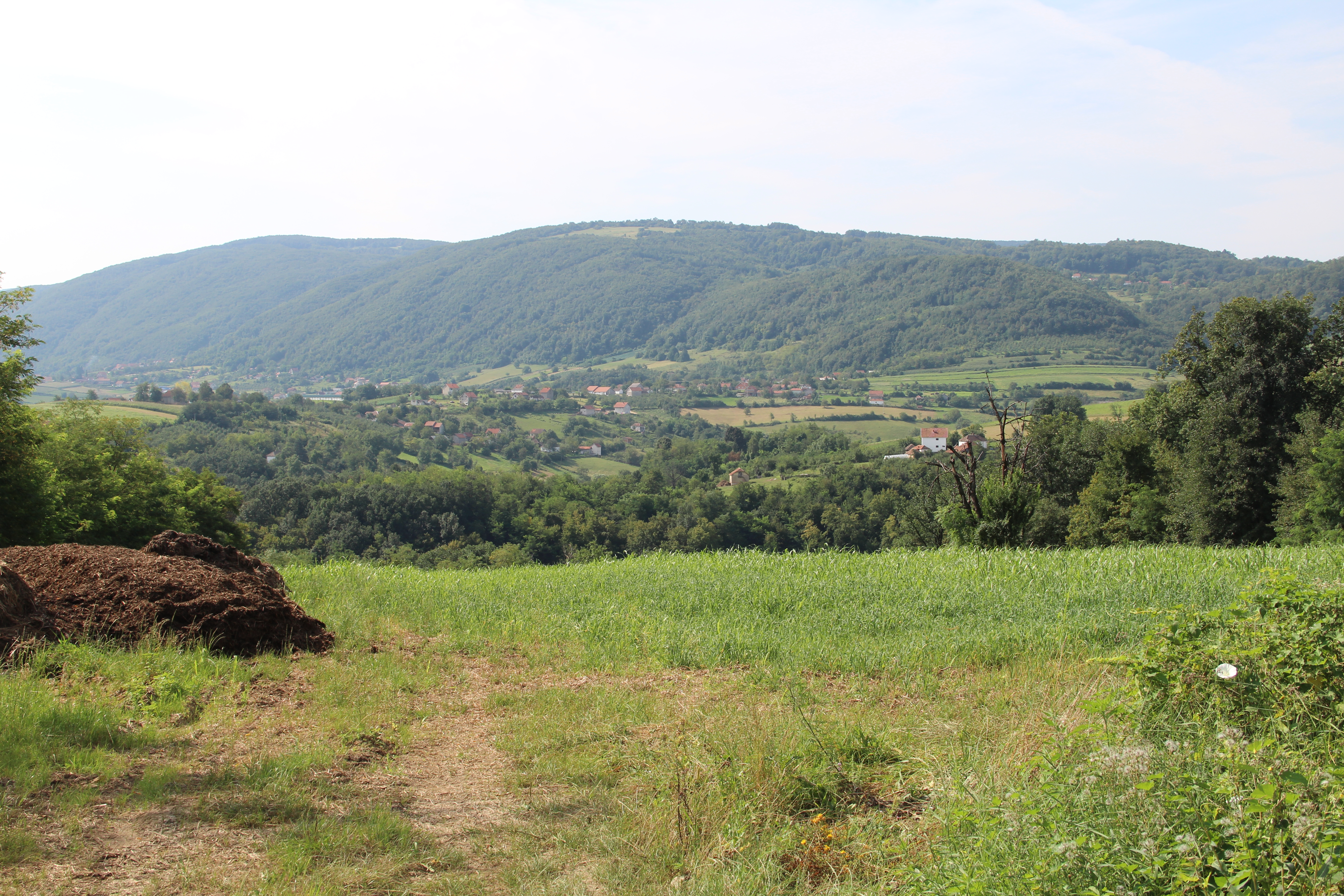
Zarube - panorama